# Piotr Gostyński
Piotr Gostyński herbu Lubicz – podczaszy czernihowski w 1784 roku, sędzia grodzki włodzimierski w latach 1780–1783, podstoli czernihowski w latach 1758–1784, regent grodzki włodzimierski w 1758 roku, konsyliarz konfederacji barskiej województwa czernihowskiego w 1769 roku.